# Болеславець (Лодзинське воєводство)
Болеславець (пол. Bolesławiec, нім. Klein Buntzlau, 1943-45 Bolkenburg) — місто в Польщі, у гміні Болеславець Верушовського повіту Лодзинського воєводства.
Населення — 1229 осіб (2011). Статус міста з 1 січня 2024 року.
У 1975-1998 роках село належало до Каліського воєводства.

## Демографія
Демографічна структура станом на 31 березня 2011 року:
|          | Загалом | Допрацездатний вік | Працездатний вік | Постпрацездатний вік |
| -------- | ------- | ------------------ | ---------------- | -------------------- |
| Чоловіки | 586     | 117                | 411              | 58                   |
| Жінки    | 643     | 128                | 384              | 131                  |
| Разом    | 1229    | 245                | 795              | 189                  |